# San Cisco
San Cisco ist eine australische Indie-Pop-Band, die 2009 unter dem Namen King George in Fremantle gegründet wurde. Im November 2011 unterzeichnete die Band zunächst einen Vertrag mit Albert Productions, veröffentlichte ihr Debütalbum letztlich jedoch bei Fat Possum Records.

## Geschichte
Die Mitglieder von San Cisco besuchten dieselbe High School in Fremantle. Der Sänger und Gitarrist Davieson sowie die Schlagzeugerin Stevens kannten sich seit ihrer frühen Kindheit und waren frühere Mitglieder der Rock-Gruppen "The Real Life Animators" und "The Flairz"; Biondillo und Davieson verband ein gemeinsames Interesse für das Skateboarden und die Musik. Stevens ist die Tochter von Phil Stevens, der gemeinsam mit John Butler Trio und The Waifs, zwei Bands, die ebenfalls von Phil Stevens verwaltet werden, das Label Jarrah Records gründete. Biondillo erklärte, er habe mit dem Gitarrespielen zu seiner High-School-Zeit mit etwa acht oder neun Jahren begonnen, habe jedoch hauptsächlich allein in seinem Zimmer gespielt, bis er Davieson traf.
Ende 2009 begannen Davieson, Stevens und Biondillo gemeinsam Musik zu spielen; später stieß auch der Bassist Gardner zu ihnen. Ihren ursprünglichen Namen "King George" änderte die Band auf Rat von Freunden und Fans in "San Cisco". Nach Aussage der Band bestehe kein Zusammenhang zwischen der Stadt San Francisco und ihrem Namen. Den Namen "San Cisco" hätten sie gewählt, weil er nichts bedeute, und ihnen einen weiten Gestaltungsspielraum bezüglich ihrer Inhalte biete.

## Diskografie

### Alben
- 2012: San Cisco (Fat Possum Records / Island City Records)
- 2015: Gracetown (Fat Possum Records / Island City Records)
- 2017: The Water (Fat Possum Records / Island City Records)
- 2020: Flaws (Fat Possum Records / Island City Records)
- 2020: Between You and Me (Fat Possum Records / Island City Records)

### EPs
- 2011: Golden Revolver (San Cisco Music)
- 2012: Awkward (Island City Records)
- 2012: Beach (Columbia Records)

### Singles
- 2010: Golden Revolver
- 2010: Girls Do Cry
- 2012: Awkward
- 2012: Wild Things
- 2013: Rocket Ship
- 2013: Fred Astaire
- 2014: Run
- 2015: Too Much Time Together (AU: Gold)
- 2015: Magic
- 2016: B Side
- 2016: SloMo
- 2017: Hey, Did I Do You Wrong?
- 2017: The Distance
- 2019: Skin
- 2020: Reasons